# Rheotanytarsus tobaseptidecimus
Rheotanytarsus tobaseptidecimus är en tvåvingeart som beskrevs av Akio Kikuchi och Sasa 1990. Rheotanytarsus tobaseptidecimus ingår i släktet Rheotanytarsus och familjen fjädermyggor. Inga underarter finns listade i Catalogue of Life.